# Шах у Хрватској

## Легенда о грбу
Хрватска има значајну шаховску традицију. Почетак припада легенди везаној за грб Хрватске, „шаховницу“. Узорак белих и црвених квадрата (4×4) као грб Хрватске први се пут појављује 1508. године на портрету Фридриха III Хабзбуршког, који је насликао Ханс Бургкмаир. На документу којим Сабор 1. јануара 1527. године потврђује избор Фердинанда Хабзбуршког за хрватског краља налази се комплетна шаховница с 8×8 поља.
Касније је настала легенда како је хрватски краљ Држислав (спомиње се и име краљ Суроња), заробљен од Млечана, играо шаховски меч у којем му је противник био дужд Петар II Орсеоло. Добио је све три партије и тиме задобио слободу, а по неким верзијама и власт над далматинским градовима. Након тога је ставио шаховску плочу у свој грб.
Друга легенда пак говори да су краљеви Мађарске на свој велики грб, додали шаховницу као симбол краљевине Хрватске, пошто ју је краљ Коломан(1095 - 1116) добио у партији шаха са хрватским великашима 1102. године и њен простор се од тада налази у саставу краљевине Мађарске.
Према бојама грба, боје црвена и бела могу да се односе на:
- Белу Хрватску или Доњу Далмацију (од Далме до Винодола, са Сплитом као седиштем архиепископије)
- Црвену Хрватску или Горњу Далмацију (од Далме до Драча, са Дукљом као седиштем архиепископије)

## Историјат (до 1990)
Први спомен о игрању шаха на подручју Хрватске потиче из 1385. године (Задар). У Сплиту, под влашћу Венеције, надбискуп Андрија Корнер 1535. забрањује свештеницима играти шах. Шах се спомиње као „непоштена игра“ заједно с картама, коцкама и песмама. Свештеници (глагољаши) су тада носили оружје, залазили у гостионице, трговали, „коцкали“ и сл. Такве забране „коцке“ понављале су се више пута у разним европским земљама; прва потиче још из XI века.
Познати енглески историчар и оријенталиста Томас Хјуд у књизи De ludis orientalibus, штампаној 1694. године, спомиње дописне партије игране између млетачких и хрватских трговаца од 1650. године.
Током 19. века, шах постаје све популарнији у Хрватској захваљујући понајвише студентима који студирају у Бечу, Падови, Бриселу, Паризу итд.
Први шаховски проблем у хрватском тиску објављен је 1844. у карловачком часопису Пилгер. Прва шаховска рубрика почела је излазити 1875. у недељнику Хрватска липа. Прва шаховска књига штампана је 1909. Била је то шаховска абецеда Изидора Гроса. 
Први хрватски шаховски мајстор (појам „велемајстор“ тада још није постојао) био је Александар Витек (Сисак 1852 - Грац 1894). 
Први шаховски турнир игран је у Загребу јануара 1886. Победник је био др. сц. Ђуро Пилар, геолог и палеонтолог светског угледа. Исте године основан је Загребачки шаховски клуб, први шаховски клуб на подручју данашње Хрватске. 
Хрватски шаховски савез основан је 12. маја 1912. у Загребу. Након Првог светског рата и стварања Југославије, 22. августа 1920. у Загребу је основан Југославенски шаховски савез. Хрватски шаховски савез остао је део Југословенског до 1991, када се осамостаљује и следеће године постаје члан ФИДЕ.
У првој половини XX. века, најјачи хрватски играч био је Владимир Вуковић, који је 1922. године освојио наслов међународног мајстора. Стекао је светску славу као шаховски теоретичар, писац и уредник. Низ његових књига преведен је на многе језике. Под његовим је уредништвом покренут у Загребу 1925. године Југославенски шаховски гласник и обновљен 1953. као Шаховски гласник.
Након Другог светског рата Хрватска је имала много добрих играча, али ниједан се није пробио у светски врх. Осам мушкараца и једна жена наступили су на међузонским турнирима. У раздобљу од 1945. до почетка 1960-их најбољи играч је био Петар Трифуновић (Дубровник 1910 – Београд 1980). Касније су се истакли велемајстори Мијо Удовчић, Владо Ковачевић, Крунослав Хулак. Двојица Хрвата постали су омладински прваци света: Бојан Курајица (1965) и Огњен Цвитан (1981), а Хрвоје Стевић био је првак света за играче до 16 година 1995. године. Велемајстор Дражен Маровић значајан је као дугогодишњи уредник Шаховског гласника (наследио је Вуковића) и аутор бројних књига.
Многи хрватски играчи и играчице играли су за екипу Југославије на шаховским олимпијадама 1927-1990. године и освојили низ медаља. 
Шаховска олимпијада 1950. године одржана је у Дубровнику. Због сукоба тадашње Југославије са Информбироом, нису учествовале екипе СССР-а и осталих комунистичких земаља. Прво место заузела је репрезентација Југославије, у којој су играли хрватски играчи Петар Трифуновић (рођен у Дубровнику) и Браслав Рабар.
Од почетка 1960-их до почетка деведесетих година организован је велики број међународних турнира у Хрватској. Најзначајнији су били турнир кандидата за првенство света 1958. године, игран у Порторожу, Загребу и Београду (победник је био Михаил Таљ), те Турнир мира у Загребу 1970. године, на којем је победио Роберт Фишер.
Ненад Петровић је био један од најугледнијих светских проблемиста. Велемајстор проблемског шаха, добитних бројних награда у такмичењима у саставаљању проблема, светски првак у решавању проблема 1947., 1965. и 1974. године Хрвоје Бартоловић је такође био светски првак у решавању проблема.

## Садашње стање (након 1990)
На шаховској олимпијади 1992. године хрватска мушка екипа заузела је седмо место и то је до данас највећи успех.
У Хрватској постоји 209 шаховских клубова, за које је регистровано 3.257 играча и играчица. Екипна такмичења организована су у лигама на четири нивоа. Бригу о свим такмичењима, регистрацији играча, рејтинг-листи итд. води Хрватски шаховски савез.
На светској ранг-листи, коју ФИДЕ саставља по просечном рејтингу десет најјачих играча, Хрватска се налази на 26. месту. Имају 17 играча са насловом велемајстора и 53 с насловом међународног мајстора. Најјачи хрватски играч је велемајстор Зденко Кожул. Међу женама најбоља је Мирјана Медић, једина у Хрватској са насловом женског велемајстора.